# Prezident Izraele
Prezident Státu Izrael (hebrejsky נשיא המדינה‎, nesi ha-medina, doslova „prezident státu“) je izraelská hlava státu. Tato funkce je z větší části ceremoniální s tím, že výkonná moc je v rukou premiéra. Současným prezidentem je Jicchak Herzog, který do úřadu nastoupil 7. července 2021. Prezidenta volí Kneset na sedmileté funkční období, které lze vykonávat pouze jedenkrát.

## Volby
Prezident Státu Izrael je volen absolutní většinou v Knesetu. Volba je tříkolová. Nedosáhne-li žádný z kandidátů požadované většiny hlasů, rozhoduje prostá většina. Prezident je volen na sedmileté období a po uplynutí termínu nemůže být znovu zvolen (donedávna bylo toto období pětileté a odstupující prezident mohl být zvolen znovu, do současné podoby se zákon změnil v roce 2000), může však být znovu zvolen po uplynutí jednoho období.
Do úřadu prezidenta může být volen pouze občan Státu Izrael. Post prezidenta se uvolňuje rezignací prezidenta či rozhodnutím Knesetu (potřeba je tříčtvrteční většina poslanců). Důvody pro odvolání jsou špatné chování či neschopnost vykonávat funkci, je-li prezident dočasně neschopný či je jeho místo prázdné, výkonným prezidentem se stává předseda Knesetu. Izraelský ústavní systém neobsahuje funkci viceprezidenta.

## Prezidentské pravomoci
- Podepisuje všechny zákony (s výjimkou těch, které se týkají úřadu prezidenta).
- Po konzultacích s politickými stranami pověřuje vybraného člena Knesetu sestavením vlády.
- Potvrzuje diplomaty do funkce a přijímá diplomaty cizích států.
- Podepisuje mezinárodní dohody a smlouvy uzavřené Knesetem.
- Jmenuje soudce vybrané Komisí pro volbu soudců.
- Může udílet amnestie či zmírnění trestu.

## Seznam prezidentů
| #   | jméno a fotografie | jméno a fotografie          | funkční období                        | strana            | premiér/ři                                              | poznámka/y  |
| --- | ------------------ | --------------------------- | ------------------------------------- | ----------------- | ------------------------------------------------------- | ----------- |
| 1.  | Chajim Weizmann    | Chajim Weizmann (1874–1952) | 1. února 1949 – 9. listopadu 1952     | nestraník         | David Ben Gurion                                        | [ pozn 1 ]  |
| 2.  | Jicchak Ben Cvi    | Jicchak Ben Cvi (1884–1963) | 16. prosince 1952 – 23. dubna 1963    | Mapaj             | David Ben Gurion Moše Šaret David Ben Gurion            | [ pozn 2 ]  |
| 3.  | Zalman Šazar       | Zalman Šazar (1889–1974)    | 21. května 1963 – 24. května 1973     | Mapaj             | David Ben Gurion Levi Eškol Golda Meirová               |             |
| 4.  | Efrajim Kacir      | Efrajim Kacir (1916–2009)   | 24. května 1973 – 19. dubna 1978      | Ma'arach          | Golda Meirová Jicchak Rabin Menachem Begin              |             |
| 5.  | Jicchak Navon      | Jicchak Navon (1921–2015)   | 19. dubna 1978 – 5. května 1983       | Ma'arach          | Menachem Begin                                          |             |
| 6.  | Chajim Herzog      | Chajim Herzog (1918–1997)   | 5. května 1983 – 13. května 1993      | Ma'arach          | Jicchak Šamir Šimon Peres Jicchak Rabin                 |             |
| 7.  | Ezer Weizman       | Ezer Weizman (1924–2005)    | 13. května 1993 – 13. července 2000   | Strana práce      | Jicchak Rabin Šimon Peres Benjamin Netanjahu Ehud Barak | [ pozn 3 ]  |
| 8.  | Moše Kacav         | Moše Kacav (* 1945)         | 1. srpna 2000 – 1. července 2007      | Likud             | Ehud Barak Ariel Šaron Ehud Olmert                      | [ pozn 4 ]  |
| 9.  | Šimon Peres        | Šimon Peres (1923–2016)     | 15. července 2007 – 23. července 2014 | Kadima            | Ehud Olmert Benjamin Netanjahu                          |             |
| 10. | Re'uven Rivlin     | Re'uven Rivlin (* 1939)     | 24. července 2014 – 6. července 2021  | Likud             | Benjamin Netanjahu Naftali Bennett                      |             |
| 11. | Jicchak Herzog     | Jicchak Herzog (* 1960)     | 7. července 2021 - dosud (úřadující)  | Židovská agentura | Naftali Bennett                                         | [ pozn. 1 ] |